# Ромео і Джульєтта (фільм, 1936)
«Ромео і Джульєтта» (англ. Romeo and Juliet) — американська мелодрама Джорджа К'юкора 1936 року знята за одноіменною п'єсою Вільяма Шекспіра з Нормою Ширер в головній ролі.

## Сюжет
В італійському місті Вероні живуть два знатних і ворогуючих між собою сімейства Монтеккі й Капулетті. Їхні діти, Ромео і Джульєтта, випадково зустрічаються на балу у Капулетті й закохуються одне в одного. У ніч після балу під час побачення в саду, куди виходить балкон Джульєтта, вони дають один одному клятву любові й вирішують одружитися таємно від своїх батьків, що й роблять вранці наступного дня. У цьому їм допомагають наставник Ромео монах Лоренцо і годувальниця Джульєтти.
Але слідом за вінчанням йде сварка представників двох сімейств, в якій від руки двоюрідного брата Джульєтти Тібальта гине найкращий друг Ромео Меркуціо, і потім в сутичці Ромео вбиває Тібальта. Герцог Верони засуджує Ромео на вигнання з міста. Перед розлукою наречені проводять разом єдину ніч, а на світанку Ромео відправляється до Мантуї. Вранці батьки Джульєтти, не знаючи справжньої причини її горя, оголошують їй про радісну подію: весілля з молодим графом Парісом, родичем герцога веронського, який просив її руки.
Звернувшись за допомогою до ченця Лоренцо, Джульєтта вирішується прийняти дане їм зілля, яке занурює її в глибокий сон, схожий на смерть. Джульєтту ховають у фамільному склепі. Лоренцо відправляє до Мантуї ченця Джованні з листом для Ромео. Але по дорозі Джованні потрапляє до хворого чумою і виявляється замкненим в його будинку. Дізнавшись від свого слуги, що Джульєтта померла, Ромео купує в аптекаря сильну отруту і вночі поспішає до її гробниці. Там він зустрічається з графом Парісом. Ромео просить його піти, але граф вступає з ним у бій і гине.
Ромео проникає в склеп, випиває отруту і падає замертво біля Джульєтти. Прийшовши в склеп, Лоренцо виявляє там бездиханного Ромео. Він хоче відвести Джульєтту подалі від страшного місця, але вона бачить мертвого чоловіка і хоче залишитися поруч з ним, заколюючи себе його кинджалом. Дізнавшись про трагедію, що сталася, два ворогуючих сімейства Монтеккі і Капулетті возз'єднуються.

## У ролях
- Норма Ширер — Джульєтта
- Леслі Говард — Ромео
- Джон Беррімор — Меркуціо
- Една Мей Олівер — годувальниця Джульєтти
- Безіл Ретбоун — Тібальт
- С. Обрі Сміт — лорд Капулетті
- Енді Дівайн — Пітер
- Конуей Тірл — Ескалас
- Ральф Форбс — Паріс
- Генрі Колкер — Лоренцо
- Роберт Ворвік — лорд Монтеккі
- Вірджинія Хеммонд — леді Монтеккі
- Реджинальд Денні — Бенволіо
- Віолет Кембл Купер — леді Капулетті

## Номінації
У 1937 році картина була номінована на отримання премії «Оскар» у чотирьох категоріях:
- найкращий фільм
- Найкраща жіноча роль — Норма Ширер
- Найкраща чоловіча роль другого плану — Безіл Ретбоун
- Найкраща робота художника-постановника — Седрік Гіббонс

## Цікаві факти
- Ця картина стала останнім проєктом продюсера Ірвінга Талберга (він помер у вересні 1936).
- Норма Ширер мріяла зіграти Джульєтту ще з 1929 року, коли брала участь у сцені з «Ромео і Джульєтти» Голлівудського Ревю разом з Джоном Гілбертом.
- Безіл Ретбоун, який зіграв у фільмі роль Тібальта, спочатку неодноразово грав роль Ромео в театральній виставі.
- Наряди Джульєтти були численними й надзвичайно гарними. Після того, як фільм вийшов на екран, в моду увійшли її головні убори.